# 山森由里子
山森 由里子（やまもり ゆりこ、1970年11月30日 - ）は、おニャン子クラブの会員番号47番としてデビューした日本の元アイドル。神奈川県出身。155cm。

## 来歴・人物
- 『夕やけニャンニャン』のオーディション、「ザ・スカウト アイドルを探せ！」に初回は「天野由里子」の名前で生稲晃子と共に登場。生稲のみが合格し天野は落選となった。後に姓を変えて再挑戦、合格を果たした。（なお、複数回の挑戦の後、合格を果たした例としては三上千晶もあり）ちなみに「山森」は母の旧姓(祖父の姓に変えて出場した、と本人が語っている)。オーディションで菊池桃子の『Say Yes!』を歌い、司会のとんねるずが観客とともに曲中の「Say Yes!」のコール＆レスポンスを繰り広げ、石橋貴明も「彼女いいよね」と高評価をした。

- 明るい性格で、「誰とでも友達になれる」ことが長所だと自ら語っており、ミス・セブンティーンのオーディション等で大人数が一気に加入した会員番号41番以降とそれ以前のメンバーとに出来ていた「壁」が、山森の加入によって若干だが取り払われたという。また「自分のことは自分でやる。手間がかからない」と、スタッフからの評判も良かった。

- おニャン子クラブにはその解散時まで所属。解散後は一切の芸能活動を行っておらず、現在は芸能界を引退している。後に写真週刊誌の「あの人は今?」のような企画でデパートに勤務していた事が分かり、「渡辺美奈代さんが遊びに来てくれた」と語っている。美奈代の結婚披露宴にも出席しており、交友があったことが窺える。TVの同窓会企画で同時期には活動していなかった吉沢秋絵と親しげに談笑している場面もあった。